# Адад-апла-іддін
Адад-апла-іддін (д/н — 1046 до н. е.) — цар Вавилону близько 1068—1046 років до н. е. Ім'я перекладається як «Адад дарував спадкоємця».

## Життєпис
Був арамейських вождем («князьком»), що перебував на службі в царя Мардук-шапік-зері. Згодом можливо оженився на доньці останнього. Близько 1068 рок удо н. е. внаслідок заколоту захопив трон. За іншою версією цьому допомогли ассирійці, які спочатку перемогли Кадашман-Буріаша, намісника Дур-Курільгазу, а потім підтримали самого Адад-апла-іддіна при захопленні влади.
Водночас інші арамейські вожді зайняли міста Дур-Курігальзу, Дер, Урук, Ніппур, Сіппар. Пізніша вавилонська традиція ставилася до нього вороже: може бути він був підтрмиманий Ассирією або при його вступі на престол не було дотримано необхідні церемонії.
Протягом правління зберігав добрі відносини з Ассирією. Спочатку отримував підтримку від ассирійських царів. Видав дочку заміж за ассирійського царя Ашшур-бел-калу. Пізніше Адад-апла-іддін втручався в династичні чвари при ассирійській дворі, підтримуючи претендента Шамші-Адада IV. Водночас фактично потурав переселенню арамеїв до свого царства, де ті ставали все більшою потугою.
Панування царя вважається «золотим віком» освіти і науки. Він двічі фігурує в Уруцькому списку мудреців та вчених разом із Есагіл-кінам-уббібом та Есагіл-кін-аплі. Перший був автором поеми «Вавилонська теодицея», другий — автором медичного трактату з численними прикметами та рецептами лік.
Відбудував вавилонську міську стіну Імгур-Енліль, вал стіни Ніппура — Німіт-Мардук. Встановив статую божества Набу в храмі Езіда в Борсіппі, відремонтував храми Нін-Езена в Ісіні, бога Шамаша («Ебаббара») в Ларсі, бога Забаби («Емете'урсаг») в Кіші, перебудував зикурат в Урі.
Йому спадкував Мардук-аххе-еріба.